# Badminton-Bundesliga 1983/84
Die Badminton-Bundesligasaison 1983/84 bestand aus 14 Spieltagen im Modus „Jeder gegen jeden“ mit Hin- und Rückspiel. Meister wurde der OSC 04 Rheinhausen.

## Endstand
| Platz | Verein | Spiele | Punkte | Spielpunkte |
| ----- | --- | ------ | ------ | ----------- |
| 1.    | OSC 04 Rheinhausen (Serian Wiyatno, Joachim Schulz, Matthias Heger, Rolf Heyer, Michael Ferlings, Kirsten Schmieder, Petra Dieris-Wierichs)                  | 14     | 24:04  |             |
| 2.    | TV Mainz-Zahlbach (Thomas Künstler, Stefan Frey, Jürgen Gebhardt, Mathias Klein, Olaf Rosenow, Mechtild Hagemann, Gabi Simon, Heike Gebhardt, Antje Schwarz) | 14     | 19:09  |             |
| 3.    | 1. DBC Bonn (Karl-Heinz Zwiebler, Roland Maywald, Harald Klauer, Rolf Walbrück, Axel Schönfelder, Gabriele Splett, Eva-Maria Zwiebler, Dorett Hökel)         | 14     | 19:09  |             |
| 4.    | TuS Wiebelskirchen | 14     | 14:14  |             |
| 5.    | STC Blau-Weiß Solingen | 14     | 14:14  |             |
| 6.    | FC Langenfeld | 14     | 12:16  |             |
| 7.    | Berliner LZ | 14     | 09:19  |             |
| 8.    | VfL Wolfsburg (N) | 14     | 01:27  |             |